# Jóvenes Pordioseros
Jóvenes Pordioseros es una banda argentina de rock que se formó en el barrio de Villa Lugano, Buenos Aires, en el año 1993. Su actual formación es Cristian Iglesias (voz, guitarra y armónica), Germán Drago (guitarra y coros), Leonardo Raffa (bajo y coros), Lucas Fiorentino (batería) y Gustavo Zorri (teclados).

## Historia
Jóvenes Pordioseros se formó inicialmente en 1993. Sus primeros integrantes tenían en ese momento entre 15 y 16 años y estaban dando sus primeros pasos en la música. Ni siquiera contaban con instrumentos propios por lo que los ensayos dependían de conseguirlos prestados.
En 1993 debutan en el Teatro Arpegios y luego se presentan en Arlequines, el Manicomio, el Circo y varios pubs y en más reuniones.
En 1994 sufren una deserción casi total, en la que solo queda el cantante y guitarrista, Cristian Iglesias.

### Consolidación de la banda y salto a la fama
La lista de integrantes seguía cambiando y el grupo musical no llegaba a consolidarse. En 1998 se unieron Karpo, en el bajo, y Adrián Vigo, en la batería. Más adelante Hernando Canata, un habitual invitado, quedó formalmente incluido como guitarrista.
En el verano del 2001 realizaron una gira musical por varias ciudades de la costa atlántica de la provincia de Buenos Aires, con 90 actuaciones en dos meses. Terminada dicha gira intensificaron las presentaciones en la ciudad de Buenos Aires, hecho que aumentó considerablemente la cantidad de seguidores. En el año 2002, Karpo es reemplazado por Federico Sica, pasando a ser el bajista de la banda.
En ese mismo año la banda pudo grabar su primer disco llamado Probame que contaba con 14 canciones. Ese mismo disco fue reeditado en el 2003 y se le agregaron tres pistas adicionales.
En este tiempo, el guitarrista Nando es reemplazado por Álvaro Puentes. Así quedaría conformada la agrupación más estable y conocida de Jóvenes Pordioseros, con: Cristian Iglesias, Álvaro Puentes, Federico Sica y Adrián Vigo.
En el 2004 la banda grabó su segundo disco titulado Vicio bajo el sello discográfico Warner con 16 nuevas canciones entre ellas la muy popular Descontrolado.
En 2006 sacan su tercer disco, Sangre, que contiene 17 canciones (una de ellas un cover de S. Gorosito llamado La casa), el corte de difusión fue Pegado, contando con la participación de Juanse de Ratones Paranoicos como invitado en la canción Hijo del oeste. El video musical de la canción "Todavía no puedo olvidarte" dirigido por el cineasta Gabriel Grieco, fue señalado por la versión argentina de la revista Rolling Stone como uno de los más importantes del año al ser un vídeo innovador de mirada personal y original que mezclaba el documental/testimonial cinematográfico con el mundo del video, abordando una temática social y relatando historias de la calle, la prisión y los problemas de la justicia en la República Argentina. Tiene toti iglesias 46

### Separación de la banda
A principios del 2008 se dio a conocer el rumor de que la banda no continuaría junta. Con el paso de los días, lo que en principio fue un rumor se confirmó. Cristian Iglesias, vocalista, abandonó la banda y comenzó un proyecto aparte, una banda llamada Hijos del Oeste. Incorporando a fines del 2009 a Gustavo Zorry Cejas en teclados. El resto de los integrantes (Pedi, Chori y Sikus) formaron la banda Culpables De Este Sentimiento. Al poco tiempo, Sikus se había incorporado a La Centenera, banda oriunda de Parque Chacabuco. Chori y Pedi siguieron realizando espectáculos con Culpables de este sentimiento. Al mismo tiempo, Pedi se incorporó a Callejeros (reemplazando a su guitarrista Maxi Djerfy).

### Nuevamente a los escenarios
En septiembre del 2010 se confirmó el regreso de la banda, con espectáculos programados para el interior del país. En la nueva formación se encontrarían Toti Iglesias en voz y guitarra y Gustavo Zorry Cejas en teclados (quien ya formaba parte de Hijos del Oeste), Hernando "Nando" Canata en guitarra (primer guitarrista de la banda), Sikus en bajo y Mariano Fiel en batería (baterista también de Hijos del Oeste).

### Actualidad
El 15 de diciembre de 2011 salió a la venta su cuarto trabajo discográfico, titulado Abstinencia, bajo el sello discográfico Pelo Music. De la banda Hijos del Oeste solo quedan Toti Iglesias ( voz y guitarra); y Gustavo Zorry (teclados), quienes pasan a integrar Los Jóvenes Pordioseros. Luego de la filmación del videoclip de "Desvelado" (corte de difusión de "Abstinencia"), llegó la filmación del videoclip para la canción "Asesina", en la cual ya no aparece Sikus en el bajo (al igual que como sucedió en los últimos recitales). Para este videoclip Toti convocó como actor a Gabriel Grieco, director de todos los videoclips de la banda. Para mediados de 2012 Leonardo Raffa se encargó de ocupar el lugar de bajista estable en la banda, mientras que Sikus se encuentra cantando y tocando el bajo con una banda fundada por él, llamada Mr. Vanderbilt (la cual tiene una gran influencia beatle). A principios de 2013, el puesto de guitarrista de Nando es tomado por Juan José Gaspari, exguitarrista de Ciro y los Persas. Por su parte, Nando continúa tocando con su banda Paquete de tres. Para fines de 2013 ingresa a la banda Lucas Fiorentino (baterista de Ya!, grupo liderado por Gaspari), reemplazando a Fiel en batería.
Con la formación de Iglesias, Zorry, Raffa, Gaspari y Fiorentino la banda comenzó a grabar en 2014 el nuevo material discográfico del grupo, que se tituló Pánico. Este es el primer disco en el que participan Raffa, Gaspari y Fiorentino (es decir, que Toti Iglesias y Gustavo Zorry son los únicos miembros de las formación anterior que participan en el disco), y es lanzado bajo el sello Pop Art.
Durante agosto de 2015, el guitarrista Juanjo Gaspari se alejó del grupo para dedicarse de lleno a Salta La Banca (banda de la cual fue guitarrista hasta su disolución en 2017). En su lugar ingresó Germán Drago como el nuevo guitarrista del grupo. Germán venía de integrar varias bandas locales de su ciudad, General Rodríguez, tales como Por Ahora Nada, La Fonda, Algunos Hombres Buenos, AHaceBé y Doctores Crotos.

## Integrantes
- Cristian "Toti" Iglesias: voz, guitarra y armónica.
- Germán Drago: guitarra y coros.
- Leonardo Raffa: bajo y coros.
- Gustavo Zorry: teclados.
- Lucas Fiorentino: batería.

### Antiguos miembros
- Adrián "Chori" Vigo: batería (1998 - 2008)
- Álvaro "Pedi" Puentes: guitarra (2003 - 2008)
- Federico "Sikus" Sica: bajo (2002 - 2008), (2010 - 2012)
- Karpo: bajo (1998 - 2002)
- Hernando "Nando" Canata: guitarra (hasta 2003), (2010 - 2013)
- Mariano Fiel: batería (2010 - 2013)
- Juan José Gaspari: guitarra y coros (2013 - 2015)

## Discografía
- Homenaje a The Rolling Stones (2002)
- Probame (2003)
- Vicio (2004)
- Sangre (2006)
- Abstinencia (2011)
- Pánico (2014)
- Late (2017)
- Viva el rock and roll (2019)

### Colaboraciones
- Cristian Iglesias y Cieloinfierno - Una larga noche más (2012)